# Erasmus Sarcerius
Erasmus Sarcerius (1501-1559) (* Annaberg, 19 de Abril de 1501 † Magdeburgo, 18 de Novembro de 1559) foi teólogo e reformador luterano.

## Obras teológicas
- „Exercitia dialectices et rhetorices“
- „Libellus in usum puerorum qui primum exponere discunt“ (1533)
- „Laudatio Lubecae“
- „Expositiones in epistolas dominicales et festivales“ (1539)
- „Conciones annuae“
- „Evangelia dominicalia pro iis qui in ecclesia docent“ (1541)
- „Catechismus per omnes quaestiones et circumstantiae quae in justam tractationem incidere possunt, in usum praedicatorum absolutus“
- „Loci aliquot communes theologici, pro aperienda et tuenda veritate methodice explicati“
- „Praecipui sacrae scripturae loci communes a sanctissimo ecclesiae doctore tractati“
- „Locorum communium ex consensu divinae scripturae et auctorum patrum confirmatio“ (1540)
- „De vanitate theologiae scholasticae“ (1541); „Dictionarium scholasticae doctrinae“ (1546)
- „Dictionarium scholasticae doctrinae“ (1546)